# 契诃沃市镇
契诃沃市镇（俄语：Чеховское муниципальное образование）是俄罗斯联邦伊尔库茨克州下乌金斯克区所属的一个市镇。其下辖有个居民点，行政中心为契诃沃。据2016年统计，该市镇的人口为372人。